# Claudio Rossi Massimi
Claudio Rossi Massimi (Roma, 22 marzo 1950) è un autore televisivo, sceneggiatore e regista italiano.

## Biografia
Dopo aver lavorato negli anni ’70 in varie emittenti radio-televisive private, nel 1978 inizia a collaborare con la Rai - Radiotelevisione Italiana come presentatore, autore e regista. Dal 3 luglio 1978 è tra i nove conduttori del nuovo programma musicale che occupa la fascia pomeridiana e serale di Radiodue Radiorai "Spazio X" tutti i giorni dal lunedì al venerdì dalle 17,55 alle 23,30, tre presentatori al giorno che si alternano per mezz'ora ciascuno per tutto l'arco della trasmissione proponendo le loro scelte musicali. Sempre su Radiodue Radiorai lo ritroviamo al microfono dal 1 al 28 ottobre 1979 per tutto il mese di "Un altro giorno musica" il programma contenitore del primo mattino che dava la sveglia agli italiani tutti i giorni dalle 6 alle 9,20 (al suo ultimo mese di programmazione dopo oltre tre anni di messa in onda, dal 29 ottobre sostituita dalla nuova rubrica quotidiana "I giorni" (divagazioni quotidiane sul fluire del tempo nella storia dell'uomo). Nel 1983 è su Raistereouno il canale in FM di Radiorai con una rubrica quotidiana "Stereodomani" in onda la sera dalle 22,15 alle 23,00.
Durante la sua collaborazione professionale con la Rai, durata per più di trent’anni, ha partecipato a numerose produzioni radio-televisive soprattutto nell’ambito dello spettacolo dal vivo.
Nel 2000 fonda, insieme ad altri professionisti del settore, la IMAGO Film Videoproduzioni e successivamente l’Associazione Culturale IMAGO.
Nel corso degli anni per il gruppo IMAGO realizza come autore e regista più di 50 documentari principalmente dedicati alla cultura, al turismo, alla storia, all’archeologia, all’ambiente e alle tradizioni popolari.
Con il gruppo IMAGO è fornitore della Rai - Radio Televisione Italiana dal 2000. Nel corso degli anni, IMAGO ha collaborato con Il Messaggero, A.C.L.I. - Associazione cristiana dei lavoratori italiani, UNICEF, Banca d'Italia, Università Cattolica del Sacro Cuore, Policlinico Agostino Gemelli.
La sua opera Un grande compito è stata proiettata in Vaticano, nella Sala Nervi, alla presenza del Santo Padre Giovanni Paolo II. Nel 2011 il suo documentario dedicato a Vincenzo Tiberio, vero padre della penicillina, è stato inserito nella programmazione di "RAI 150" per le celebrazioni dei 150 anni dell'Unità d'Italia.
Nel dicembre 2011, il suo film documentario Per un'Europa libera e unita è stato proiettato in prima assoluta al Parlamento Europeo a Bruxelles.
Nel 2015 per la IMAGO Film Claudio Rossi Massimi realizza come autore, sceneggiatore e regista, il lungometraggio La sindrome di Antonio che viene selezionato e proiettato in prima mondiale nella sezione KINO del Festival del Cinema di Roma. L’opera è stata inoltre selezionata tra i sei film italiani per N.I.C.E. Festival internazionale del cinema di Mosca e San Pietroburgo, ed è stata finalista all'OIFF Turin Cinefest. Nell'aprile del 2017 ha vinto il Festival Internazionale del Cinema di Imperia come miglior film. “La sindrome di Antonio" ha inoltre ricevuto una menzione speciale all'Ariano Film Festival per i dialoghi e la sceneggiatura.
Nel giugno 2017 realizza il docufilm Papa Francesco - La mia idea di arte, un itinerario del Santo Padre nei Musei Vaticani e prima opera audiovisiva scritta da un Pontefice.
Nel 2021, sempre come autore, sceneggiatore e regista, realizza il film Il diritto alla felicità. Il film è dedicato a UNICEF e vanta il partenariato di Federfarma.
Ad oggi il film “Il diritto alla felicità” ha ottenuto 44 premi in festival italiani e internazionali.
Da 5 anni è direttore artistico dell'Italian Film Days, festival di cinema italiano itinerante nel mondo.
Da 3 anni è direttore artistico dell'International Imago Film Festival riconosciuto dal Ministero della Cultura.

## Filmografia

### Regista
- Come ogni mattina (2024)
- La camera numero 19 (2023)
- Il diritto alla felicità (2021)
- Pasta e basta (2018)
- La mia idea di arte (2017)
- Adolescenza sintetica (2016)[9]
- La Sindrome di Antonio (2016)
- L'Abbazia di Valvisciolo (2014)
- Elezioni europee 2014 (2014)
- Zagabria la città in cravatta (2014)
- L'isola della regina (2014)
- La terra dell'alba (2013)
- Palestrina la città dell'oracolo (2013)
- Miti e storie al femminile nell'agro pontino (2012)
- Galeria Antica (2012)
- La cicogna nera una rarità da proteggere (2012)
- Roma la città eterna (2012)
- L'oro di Sant'Oreste (2012)
- Per una Europa libera e unita (2011)
- Venosa (2011)
- Il parco dei giganti di pietra (2011)
- L'Abbazia di Fossanova (2011)
- L'area marina protetta e riserva naturale di Ventotene e S. Stefano  (2011)
- Università Cattolica del Sacro Cuore (2010)
- Vincenzo Tiberio, l'uomo che scoprì gli antibiotici (2010)
- Castelli. Il nome della ceramica (2010)
- Padre Agostino Gemelli (2009)
- Sciacca e il suo mare (2008)
- La Madonna del soccorso di Sciacca (2008)
- 80 anni di storia giallorossa (2008)
- Viaggio in Tunisia (2006)
- Collodi e il castello delle cento finestre (2005)
- I colori della Sicilia (2004)
- L'arte di Vulcano (2004)
- L'arte di Penelope (2004)
- Un grande compito (2004)
- La Calabria che parla greco (2003)
- La vedova allegra (2003)
- Alla scoperta della costa picena tra arte e turismo (2002)
- Gand e Bruges (2001)
- Bruxelles e la Grand Place (2001)
- Il Piceno tra i monti Sibillini e il mare Adriatico (2001)
- Mahrajan Il Festival Dei Tuareg a Ghadames (2001)
- Ghadames. la città del deserto Tuareg (2001)
- I Piceni, il popolo della prima Italia (2000)
- Le passioni della ragione (2000)

### Sceneggiatore
- Come ogni mattina (2024)
- La camera numero 19 (2023)
- Il diritto alla felicità, (2021)
- Pasta e basta, (2018)
- La mia idea di arte, (2017)
- Adolescenza sintetica, (2016)[9]
- La Sindrome di Antonio, (2016)
- L'Abbazia di Valvisciolo, (2014)
- Elezioni europee 2014, (2014)
- Zagabria la città in cravatta, (2014)
- L'isola della regina, (2014)
- La terra dell'alba, (2013)
- Palestrina la città dell'oracolo, (2013)
- Miti e storie al femminile nell'agro pontino, (2012)
- Galeria Antica, (2012)
- La cicogna nera una rarità da proteggere, (2012)
- Roma la città eterna, (2012)
- L'oro di Sant'Oreste, (2012)
- Per una Europa libera e unita, (2011)
- Venosa, (2011)
- Il parco dei giganti di pietra, (2011)
- L'Abbazia di Fossanova, (2011)
- L'area marina protetta e riserva naturale di Ventotene e S. Stefano, (2011)
- Università Cattolica del Sacro Cuore, (2010)
- Vincenzo Tiberio, l'uomo che scoprì gli antibiotici, (2010)
- Castelli. Il nome della ceramica, (2010)
- Padre Agostino Gemelli, (2009)
- Sciacca e il suo mare, (2008)
- La Madonna del soccorso di Sciacca, (2008)
- 80 anni di storia giallorossa, (2008)
- Viaggio in Tunisia, (2006)
- Collodi e il castello delle cento finestre, (2005)
- I colori della Sicilia”, (2004)
- L'arte di Vulcano, (2004)
- L'arte di Penelope, (2004)
- Un grande compito, (2004)
- La Calabria che parla greco, (2003)
- La vedova allegra, (2003)
- Alla scoperta della costa picena tra arte e turismo, (2002)
- Gand e Bruges, (2001)
- Bruxelles e la Grand Place, (2001)
- Il Piceno tra i monti Sibillini e il mare Adriatico, (2001)
- Mahrajan Il Festival Dei Tuareg a Ghadames”, (2001)
- Ghadames. la città del deserto Tuareg, (2001)
- I Piceni, il popolo della prima Italia, (2000)
- Le passioni della ragione, (2000)